# Arnold City
Arnold City es un lugar designado por el censo ubicado en el condado de Fayette en el estado estadounidense de Pensilvania. En el año 2010 tenía una población de 498 habitantes.

## Geografía
Arnold City se encuentra ubicado en las coordenadas 40°5′32″N 79°49′19″O / 40.09222, -79.82194.